# モーロー・パント・トリンバク・ピンガレー
モーロー・パント・トリンバク・ピンガレー（マラーティー語：मोरोपंत त्र्यंबक पिंगळे, Moro Pant Trimbak Pingale, 1620年頃 - 1683年）は、インドのデカン地方、マラーター王国の宰相。

## 生涯
1620年頃、モーロー・パントはバラモンの息子として、ニムガーオンでうまれた。
1647年以降、マラーターの指導者シヴァージーとともに行動し、アフザル・ハーンとの戦いなど数多く戦場をともにした。
1674年、シヴァージーがマラーター王国を建国すると、その宰相となった。
1683年、モーロー・パントは死亡し、息子モーレーシュヴァル・ピンガレーが宰相となった。